# تپه شهرکی
تپه شهرکی مربوط به سده‌های ۱۰–۷ ه.ق است و در شهرستان زهک، بخش مرکزی، دهستان زهک، بین جاده آسفالته زهک به چهارراه واصلان، ۱ کیلومتری جوب روستای سامانی واقع شده و این اثر در تاریخ ۱۳ آبان ۱۳۸۶ با شمارهٔ ثبت ۱۹۷۸۸ به‌عنوان یکی از آثار ملی ایران به ثبت رسیده است.